# 稲葉通重
稲葉 通重（いなば みちしげ）は、安土桃山時代から江戸時代初期にかけての武将、大名。美濃国清水藩主。通称は新左衛門。甲斐守。

## 生涯
稲葉重通の子。母は吉田浄忠の娘。慶長3年（1598年）に父が死去したため、家督を継いだ。慶長5年（1600年）の関ヶ原の戦いでは、叔父の貞通と共にはじめ西軍に属し、後に東軍に寝返った。そのため、戦後に所領を安堵された。ところが慶長12年（1607年）6月24日、織田有楽嫡男の頼長と、山城御牧藩主の津田高勝や旗本の天野雄光らと共に京都の祇園に赴いたとき、茶屋四郎次郎もしくは後藤長乗などの富商の婦女7・8人を強引に茶店に引き入れて酒を飲ませる、後藤の従者を木に縛り付け、刀を抜いて斬り捨てると脅す等の乱行を起こしたため、幕命により改易され、常陸国筑波に流罪とされた。清水藩は廃藩となった。
元和4年（1618年）6月、配所の筑波にて死去した。嫡男の通勝は同族の稲葉正勝の家臣となっている（正勝の生母・福（春日局）は重通の養女であるため、系譜上はいとこにあたる）。